# Matsuura
Matsuura (japanska: 松浦市?, Matsuura-shi) är en stad i Nagasaki prefektur i södra Japan. Staden fick stadsrättigheter 1955.